# أسامة دبور
أسامة دبور (24 يناير 1990)، هو ممثل سوري من مواليد دمشق، تخرج من كلية الآداب قسم اللغة العربية من جامعة بيروت العربية عام 2012 ، وعضو في نقابة الفنانين السوريين. 

## مشواره المهني
عُرف بشكل واسع بعد مشاركته في برنامج عرب كاستنج في الموسم الأول عام 2015 الذي عرض على شاشة أبو ظبي والنهار وإم تي في اللبنانية و الشروق الجزائرية حيث وصل إلى المرحلة النهائية.
كما أنّ في رصيده السينمائي مشاركة مع المخرج «محمد عبد العزيز « في فيلم «الحرائق».

## أعماله[2]
| العمل               | المخرج            | العام | الدور   |
| ------------------- | ----------------- | ----- | ------- |
| روزنامة             | وسيم السيد        | 2012  | راضي    |
| سكر وسط             | المثنى صبح        | 2012  |         |
| صرخة روح            | ناجي طعمي         | 2013  | خليل    |
| تحت سماء الوطن      | نجدت أنزور        | 2013  | هشام    |
| زمن البرغوت         | أحمد إبراهيم أحمد | 2013  | محمود   |
| طوق البنات          | محمد زهير رجب     | 2014  | عبيد    |
| الغربال             | ناجي طعمي         | 2014  | صابر    |
| خان الدراويش        | سالم سويد         | 2014  | صبحي    |
| دنيا 2              | زهير قنوع         | 2015  | آفو     |
| العراب - تحت الحزام | حاتم علي          | 2016  | جو عبود |
| أوركيديا            | حاتم علي          | 2017  | الليث   |
| سايكو               | كنان صيدناوي      | 2018  | زاهر    |
| حرملك               | تامر إسحاق        | 2019  | فهيم    |

## أعماله في أوروبا[3]
| العمل                         | المخرج                           | إنتاج                           | العام | الدور                   | البلد              |
| ----------------------------- | -------------------------------- | ------------------------------- | ----- | ----------------------- | ------------------ |
| فيلم المصنع فيلم قصير         | pic                              | pic media                       | 2018  | رجل أعمال من أصول عربية | رومانيا - أوكرانيا |
| مسلسل VLAD الموسم الثالث      | Jesus del Cello                  | pro tv                          | 2019  | Traducător              | رومانيا            |
| مسلسل Las fierbinţi الموسم 17 | Dragoș Buliga Constantin Popescu | pro tv                          | 2020  | jamal                   | رومانيا            |
| فيلم ARIEL فيلم طويل          | paul chirila                     | One World Romania Film Festival | 2020  | Amer Abdo               | رومانيا            |